# Sévère Rivard
Sévère Rivard (né le 7 août 1834 à Yamachiche (Bas-Canada) et mort le 4 février 1888 à Montréal dans la même province à l’âge de 53 ans) est un homme politique québécois (canadien) qui a été maire de Montréal de 1879 à 1881.

## Biographie
Sévère Rivard étudia au Séminaire de Nicolet avant de s’établir à Montréal afin de travailler sous la tutelle de Rodolphe Laflamme et Edmund Barnard et être admis avocat au barreau en 1859. Il fit ensuite fortune grâce à la spéculation foncière.
En politique municipale, Sévère Rivard fut d’abord conseiller du Quartier Saint-Jacques à compter de 1870. Il accéda à la Mairie de Montréal en 1879 en défaisant Jean-Louis Beaudry, pourtant considéré comme imbattable, par seulement 209 voies. L’année suivante, il fut réélu sans opposition Il se préoccupait alors surtout des finances municipales qu’il cherchait à assainir.
Il devint finalement membre du Conseil législatif du Québec de 1886 jusqu’à son décès deux ans plus tard à l’âge de 53 ans, vraisemblablement après un AVC.